# 度宗
度宗（たくそう）は、南宋の第6代皇帝。諱は最初は孟啓(もうけい)、最終的に禥(き)。

## 生涯
嘉熙4年（1240年）、理宗の弟である栄王趙与芮の子として紹興で生まれる。理宗には嗣子が無く、幼少より節度がある言動が認められ、景定元年（1260年）6月に皇太子に立てられた。朱子学に傾倒していた理宗は後継者の養育に格別の気を配り、度宗自身も厳格な儒教的教育を受けた。景定5年（1264年）10月、理宗の崩御により第6代皇帝として即位する。
即位後の実権は理宗の治世からの外戚である丞相賈似道が掌握しており、度宗も年齢が若かったこともあり賈似道の専横を抑えられなかった。北方ではモンゴル帝国の全方位的な攻勢に直面し、国勢が危急な状況に追い込まれた。ついに咸淳9年（1273年）には南宋の重要な防衛拠点であった襄陽が元軍に陥落させられ、南宋の滅亡が決定的となった時代である。
咸淳10年（1274年）に35歳で崩御。死因は酒色による脳溢血とされる。その後は子の趙㬎（恭帝）が即位した。

## 人物
女性関係に節制が乏しい好色家である。宋のしきたりは、皇帝と関係をもっている後宮は翌日に宮門に参詣した。官僚は日付と人名を記録してきた。度宗の即位の初のある日に、宮門に参詣する女性の数は30人を超えた。

## 宗室

### 父母
- 父：栄王 趙与芮（中国語版）
- 母：斉国夫人 黄定喜（側室）
- 養父：理宗（血縁上は伯父）

### 妻子
- 正室：皇后全氏 - 全昭孫（度宗の祖母の慈憲夫人全氏の従弟）の娘
  - 六男：恭帝 趙㬎 - 第7代皇帝
- 側室：淑妃楊氏 - 楊纘の娘で、楊亮節（中国語版）の妹
  - 五男：端宗 趙昰 - 第8代皇帝
  - 皇女
- 側室：貴嬪胡氏 - 胡顕祖の娘
- 側室：修容兪氏 - 兪如珪の姉妹
  - 七男：祥興帝 趙昺 - 第9代皇帝
- 側室：昭儀 王清蕙